# Cupa gongi
Cupa gongi är en spindelart som beskrevs av Song och Kim 1992. Cupa gongi ingår i släktet Cupa och familjen krabbspindlar. Inga underarter finns listade i Catalogue of Life.